# Kathedraal van Malmedy
De HH. Petrus, Paulus en Quirinuskathedraal is de voornaamste kerk van de Belgische stad Malmedy. Het was aanvankelijk de abdijkerk van de Abdij van Malmedy, die als tweelingabdij samen met de Abdij van Stavelot rond 650 door de heilige Remaclus gesticht werd, en die samen het abdijvorstendom Stavelot-Malmedy vormden. De kerk werd gebouwd tussen 1775 en 1784. Vlak erna, in de Franse tijd in 1796, werden de abdijen en het vorstendom opgeheven. De abdijkerk werd parochiekerk in 1819. Bovendien was het de hoofdkerk van het voormalige bisdom Eupen-Malmedy dat tussen oktober 1920 en april 1925 heeft bestaan. Als bisschopszetel werd de kerk een kathedraal, een eerbiedwaardige titel die nu nog gebruikt wordt. 

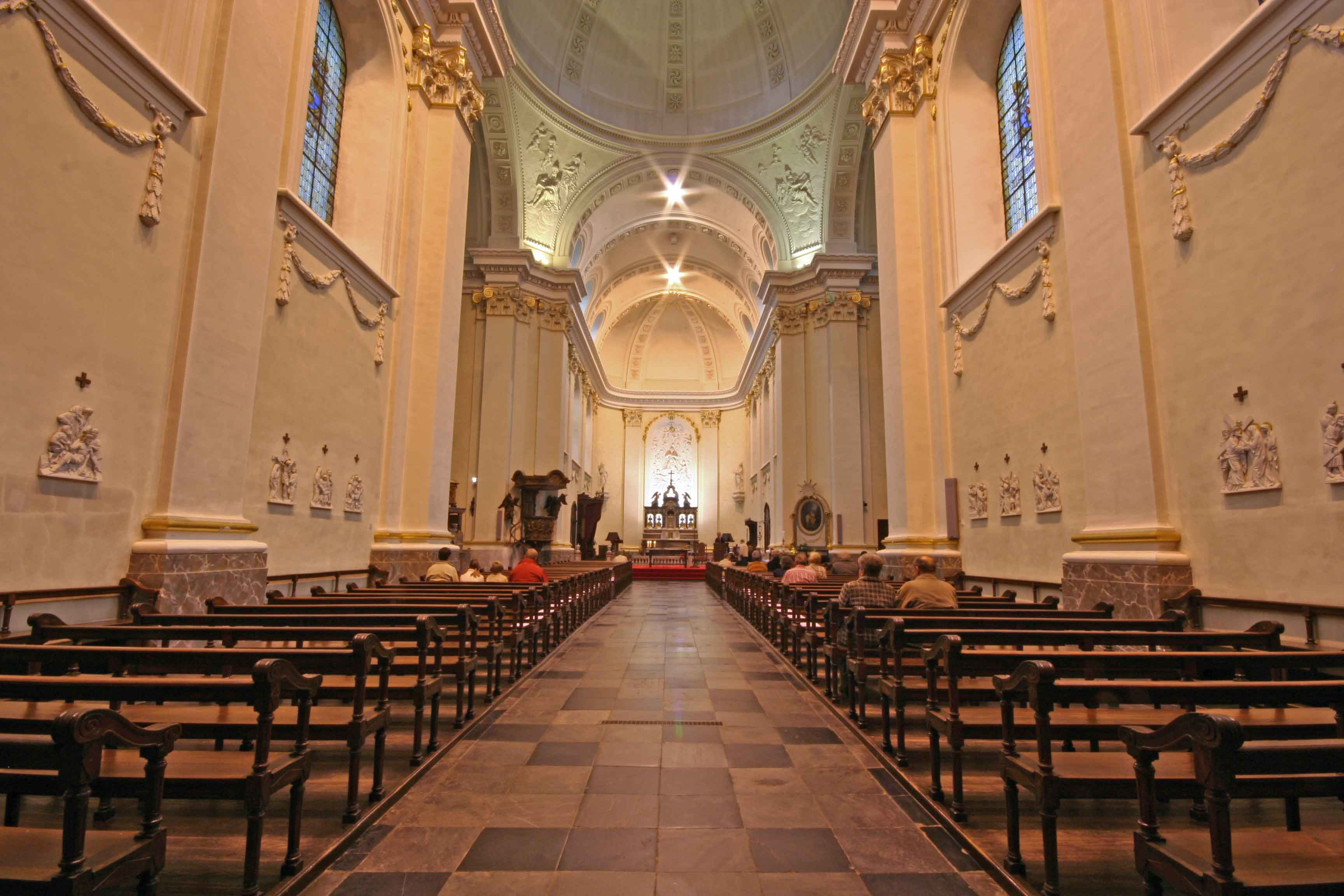
Interieur van de kathedraal.